# هوایینگ
هوایینگ (به لاتین: Huaying) یک county-level city در جمهوری خلق چین است که در گوانگان واقع شده‌است.